# Bezeq
Bezeq (em hebraico: בזק‎‎) é uma companhia de telecomunicações israelense, sediada em Tel Aviv.

## História
A companhia foi estabelecida em 1984.